# Libnotes (Goniodineura) indica
Libnotes (Goniodineura) indica is een tweevleugelige uit de familie steltmuggen (Limoniidae). De soort komt voor in het Oriëntaals gebied.